# Даубах (Вестервальд)
Даубах (нем. Daubach) — община в Германии, в земле Рейнланд-Пфальц.
Входит в состав района Вестервальд. Подчиняется управлению Монтабаур. Население составляет 453 человека (на 31 декабря 2010 года). Занимает площадь 2,51 км².